# Giacomo Sintini

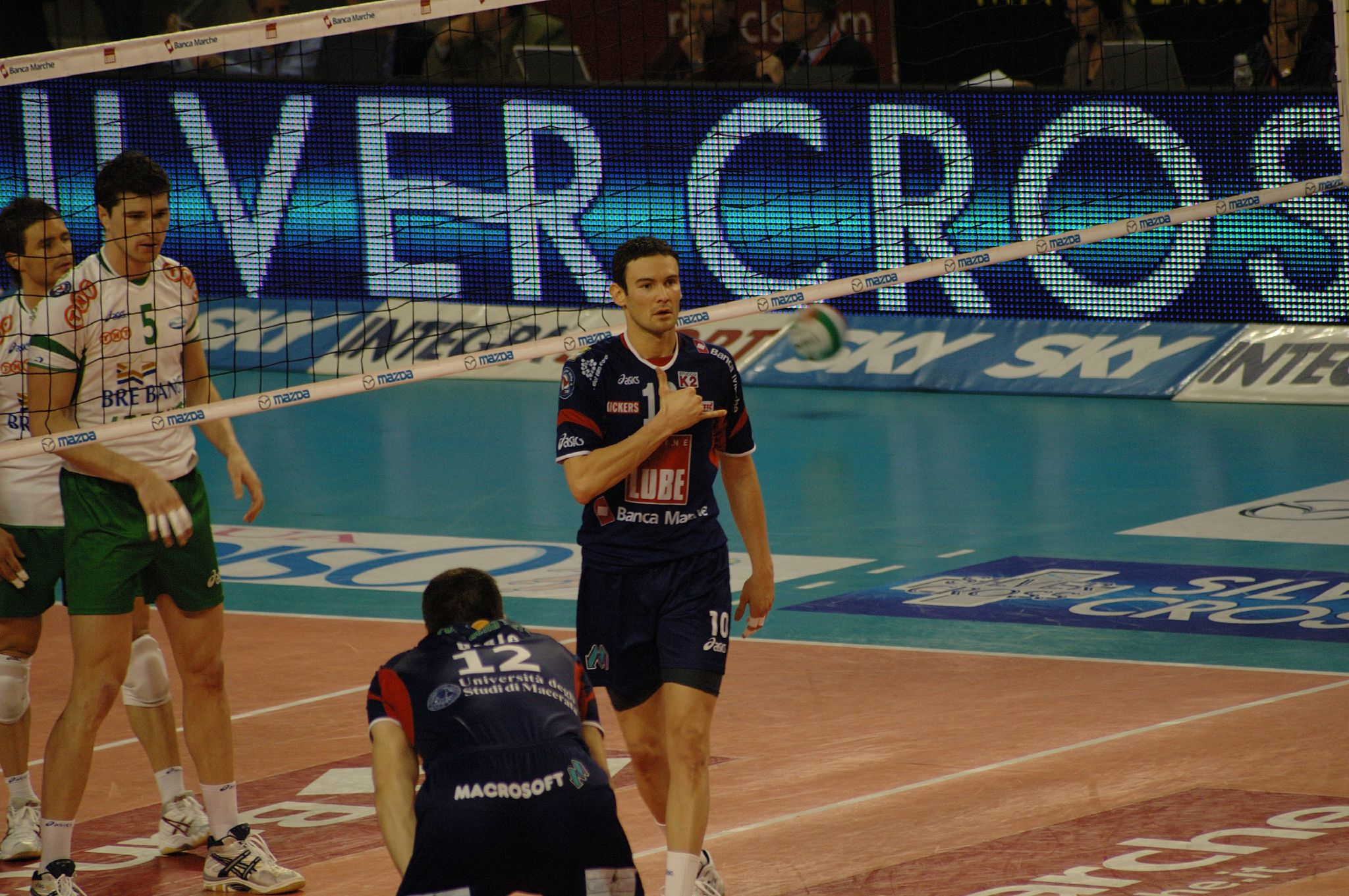
Giacomo Sintini zawodnikiem Lube Banca Marche Macerata w sezonie 2005/2006

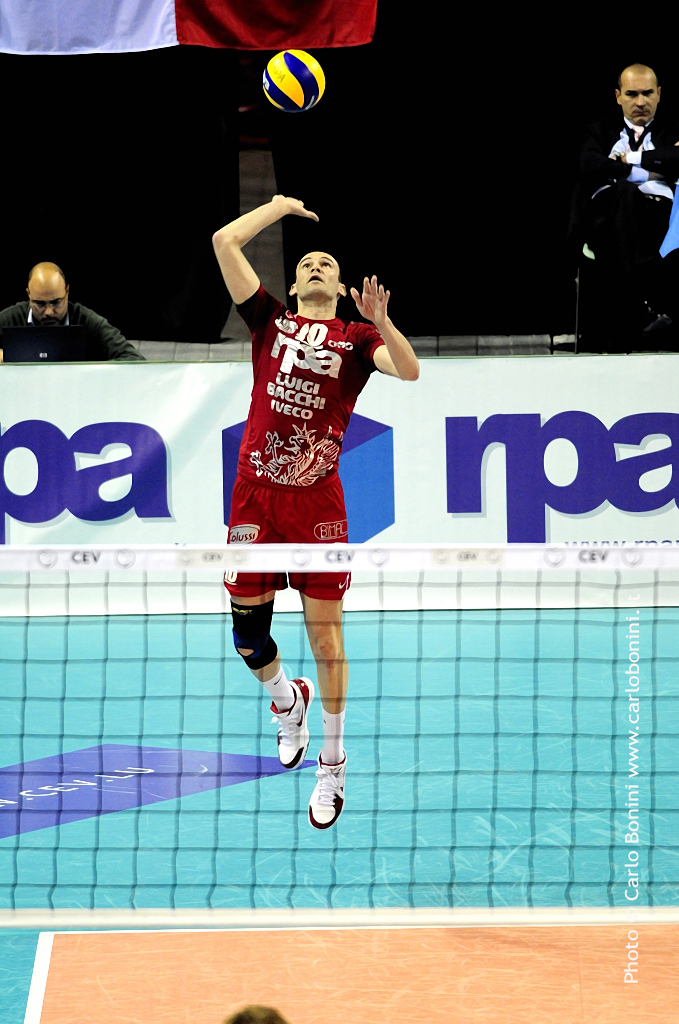
Giacomo Sintini zawodnikiem RPA-LuigiBacchi.it Perugia w sezonie 2009/2010

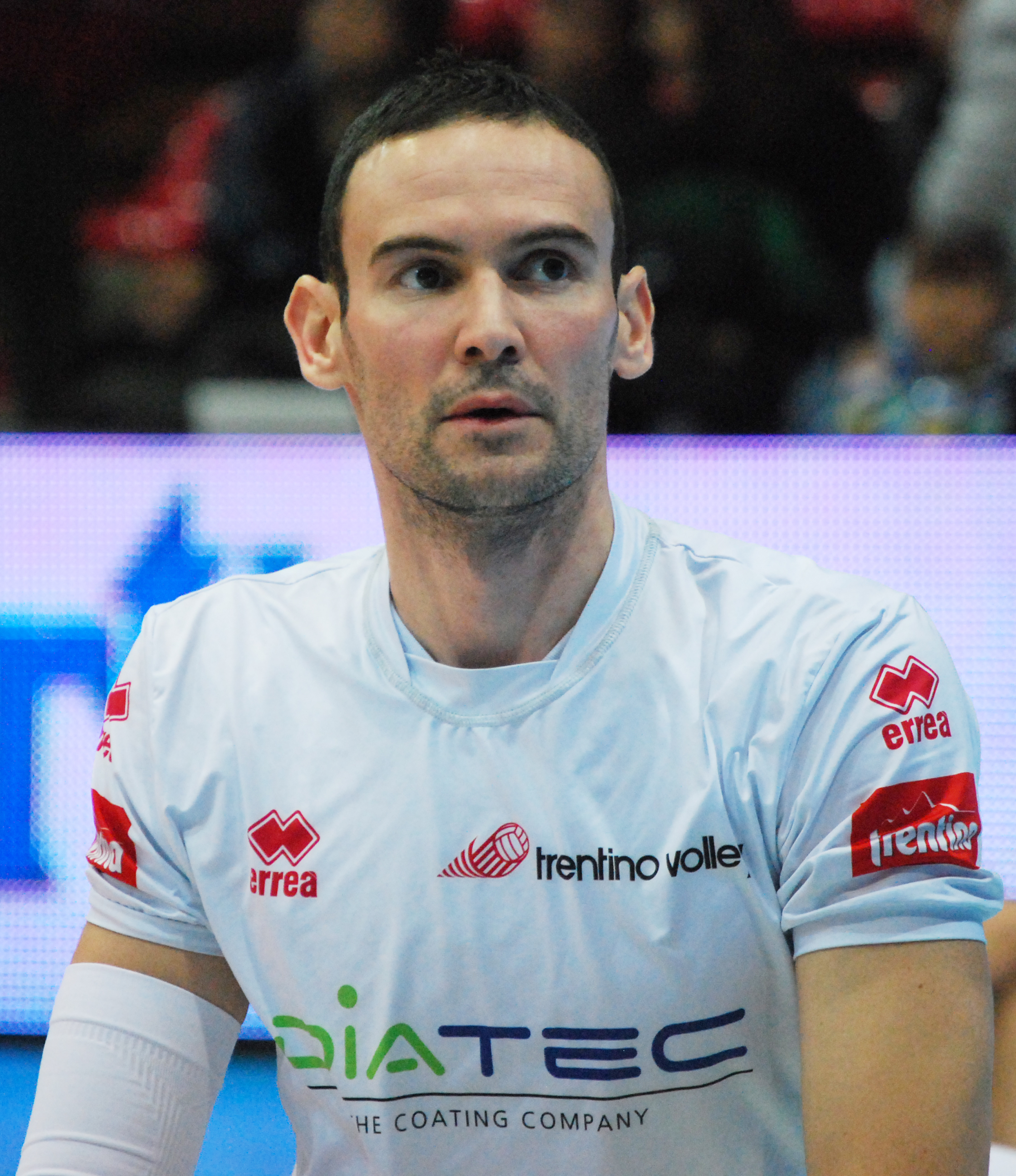
Giacomo Sintini zawodnikiem Itasu Diatec Trentino w sezonie 2012/2013

Giacomo Sintini (ur. 16 stycznia 1979 w Lugo di Romagna) – włoski siatkarz, 45-krotny reprezentant Włoch, grający na pozycji rozgrywającego.
Przed sezonem 2011/2012 podpisał kontrakt z Jastrzębskim Węglem, ale 13 czerwca 2011 roku ogłosił zawieszenie kariery ze względu na nowotwór układu limfatycznego.
Jego brat Tommaso, również grał w siatkówkę.

## Kariera
| Kariera juniorska         | Kariera juniorska                    | Kariera juniorska | Kariera juniorska | Kariera juniorska | Kariera juniorska | Kariera juniorska | Kariera juniorska | Kariera juniorska | Kariera juniorska | Kariera juniorska |
| ------------------------- | ------------------------------------ | ----------------- | ----------------- | ----------------- | ----------------- | ----------------- | ----------------- | ----------------- | ----------------- | ----------------- |
| Lata                      | Klub                                 |                   |                   |                   |                   |                   |                   |                   |                   |                   |
| 1992–1998                 | Carisparmio Rawenna                  |                   |                   |                   |                   |                   |                   |                   |                   |                   |
| Kariera seniorska         |                                      |                   |                   |                   |                   |                   |                   |                   |                   |                   |
| Lata                      | Klub                                 |                   |                   |                   |                   |                   |                   |                   |                   |                   |
| 1998–2000                 | Valleverde Rawenna                   |                   |                   |                   |                   |                   |                   |                   |                   |                   |
| 2000–2001                 | Conad Volley Forlì                   |                   |                   |                   |                   |                   |                   |                   |                   |                   |
| 2001–2002                 | Sisley Treviso                       |                   |                   |                   |                   |                   |                   |                   |                   |                   |
| 2002–2005                 | RPA-LuigiBacchi.it Perugia           |                   |                   |                   |                   |                   |                   |                   |                   |                   |
| 2005–2007                 | Lube Banca Marche Macerata           |                   |                   |                   |                   |                   |                   |                   |                   |                   |
| 2007–2010                 | RPA-LuigiBacchi.it Perugia           |                   |                   |                   |                   |                   |                   |                   |                   |                   |
| 2010–2010 (do 12.2010)    | Lokomotiw-Biełogorje Biełgorod       |                   |                   |                   |                   |                   |                   |                   |                   |                   |
| 2010–2011 (od 16.12.2010) | Yoga Forlì                           |                   |                   |                   |                   |                   |                   |                   |                   |                   |
| 2012–2014                 | Itas Diatec Trentino                 |                   |                   |                   |                   |                   |                   |                   |                   |                   |
| 2014–2015                 | Tonno Callipo Calabria Vibo Valentia |                   |                   |                   |                   |                   |                   |                   |                   |                   |

## Sukcesy klubowe
Superpuchar Włoch:
- 2001, 2006, 2013

Mistrzostwo Włoch:
- 2006, 2013
- 2002, 2005

Puchar CEV:
- 2006

Puchar Challenge:
- 2010

Klubowe Mistrzostwa Świata:
- 2012
- 2013

Puchar Włoch:
- 2013

## Sukcesy reprezentacyjne
Mistrzostwa Europy Kadetów:
- 1997

Igrzyska Śródziemnomorskie:
- 2001

Mistrzostwa Europy:
- 2005

Puchar Wielkich Mistrzów:
- 2005

## Nagrody indywidualne
- 2010: Najlepszy rozgrywający turnieju finałowego Pucharu Challenge[1]